# Passió segons sant Joan
La Passió segons Sant Joan (en alemany, Johannes Passion), BWV 245 és una obra religiosa composta per Johann Sebastian Bach durant el primer hivern que va treballar a Leipzig. La va escriure per a ser executada la vigília del Divendres Sant de 1724.
Està escrita per a veus solistes, cor i orquestra. El text principal, basat en el Nou Testament, prové dels capítols 18 i 19 de l'Evangeli segons sant Joan. Les paraules de l'obertura, les àries, els recitatius i els corals es van prendre de diferents fonts, alguns d'ells de la Passió segons sant Mateu. Se sap també que Bach va utilitzar paraules de la Bíblia en la traducció de Martí Luter.
La Passió segons Sant Joan està formada de recitatius plens de dramatisme, corals, àries i ariosos, algunes combinacions d'aquestes formes, i les tornades. Tal vegada és menys coneguda que la gran Passió segons Sant Mateu redescoberta al públic el 1829 sota la direcció de Mendelssohn. En comparació amb la Passió segons Sant Mateu, la Passió de Sant Joan ha estat descrita com una obra més extravagant, amb una immediatesa expressiva, de vegades més salvatge i menys acabada.

## Història de l'obra
S'havia d'interpretar per primer cop a l'església de sant Tomàs de Leipzig, però finalment es va fer a l'església de sant Nicolau. És més curta que la Passió segons Sant Mateu, i va ser modificada diverses vegades fins a la versió final de 1740. Les parts que Bach eliminà es van afegir com a apèndixs, però no es van interpretar a l'església. Hi ha uns recitatius les paraules dels quals es van prendre de l'"Evangeli de Mateu".
La versió més coneguda és la de 1724. El 1725 Bach va canviar l'obertura original (Herr, unser Herrscher, dessen Ruhm) per O Mensch bewein dein Sünde groß, que va ser després el final de la primera part de la Passió segons Sant Mateu. La part original del final es va canviar per Christe, Du Lamm Gottes, BWV 23. A més Bach va afegir tres àries més. El 1730 Bach tornar a incorporar canvis; va incorporar l'obertura i la part final original, i eliminà les tres àries que havia afegit.